# Riserva Naturale Monte Alpe
La riserva naturale Monte Alpe è una delle riserve naturali regionali istituite dalla regione Lombardia nel 1985 e sito di interesse comunitario dal 2005, gestita da ERSAF Ente Regionale per i Servizi all'Agricoltura e alle Foreste. Si trova nell'alta valle Staffora ad un'altitudine compresa tra i 762 m ed i 1.254 metri s.l.m. del Monte Alpe, per gran parte della sua superficie entro il comune di Menconico e, per una piccola parte, anche nei comuni di Varzi e Romagnese.

## I boschi[3]
L'area comprende 300 ettari di boschi e 28 di pascolo, le zone di conifere occupano 186 ettari di pineta artificiale a prevalenza di pino nero mentre 114 ettari sono coperti da bosco ceduo.

### Il bosco ceduo
Costituito da bosco misto di faggio alle quote più alte e a settentrione, alle quote più basse si trovano: rovere, roverella, acero, carpino nero, orniello e da arbusti quali nocciolo, maggiociondolo, ginepro e biancospino. 
Nella zona sud-ovest si trova un antico castagneto da frutto in condizioni di semiabbandono.

### La pineta
Le pinete sono state il primo nucleo di un programma di riforestazione iniziato negli anni 30' dal Corpo Forestale dello Stato, con lo scopo di ottenere il ripristino della copertura forestale e quindi prevenire i fenomeni di dissesto idrogeologico, data la grave situazione di dissesto in cui all'inizio del secolo versava tutta la fascia appenninica dell'Oltrepò.

## Fauna
Sono dodici le specie di mammiferi censite: il cinghiale, lo scoiattolo, il ghiro, il moscardino. Tra gli uccelli: lo sparviere, la poiana, l'allocco, il picchio rosso maggiore, da segnalare la sterpazzolina, presente come nidificante in Lombardia in ambienti termofili dell’Oltrepò Pavese. Sporadiche le segnalazioni di passaggio del lupo.

## La formica rufa
Per contenere i danni causati dalla processionaria agli alberi del rimboschimento furono avviate delle sperimentazioni condotte dall'Università di Pavia, tramite l'impiego di metodologie di lotta biologica, iniziate negli anni 50' e terminate all'inizio degli anni 80'. Furono trasportati interi nidi di formica lugubris, una varietà di formica rufa, prelevati nelle provincia di Bergamo e Brescia.

## Centro visite
il Punto Informazioni e Centro Visite si trova presso la casermetta del Corpo forestale sulla Strada statale 461 del Passo del Penice.
Offre ai visitatori le informazioni su percorsi e sentieri naturalistici, oltre ad un servizio gratuito di accompagnamento in escursioni naturalistiche.

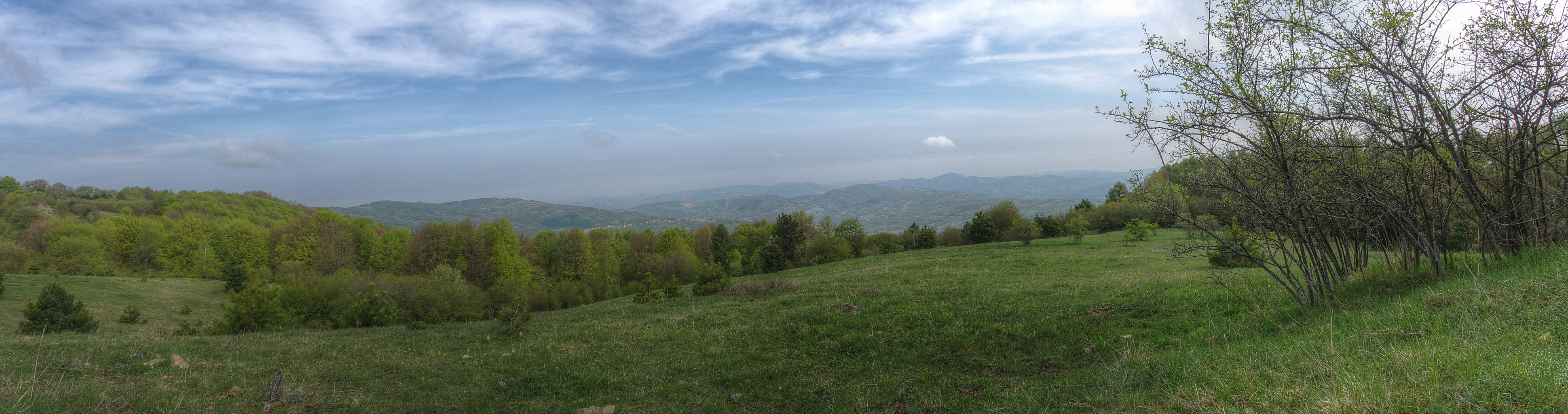
Panorama dal Monte Alpe